# Mermaid Bowl XXIII
Mermaid Bowl XXIII var den 24. danske finale i amerikansk fodbold, og den 23. Mermaid Bowl. Kampen blev spillet 8. oktober 2011 på Farum Park.
Kampen endte med, at Triangle Razorbacks vandt mesterskabet, ved at slå de forsvarende mestre fra Søllerød Gold Diggers med 35-31.